# Jonisering
Jonisering innebär att en eller flera elektroner i en atom tas bort så att atomen får en positiv laddning, dvs blir en katjon. Fotojonisation är excitation med ljus och sker enligt samma lagar som fotoelektrisk effekt i metaller.
Det krävs en viss energi för att jonisera en atom. Denna mängd energi kallas joniseringsenergi. Joniseringsenergin varierar mellan alla atomslag. Energin som krävs för att en elektron ska lämna atomen är mindre desto längre ut elektronen är från atomkärnan i och med att kärnan då inte håller lika hårt i elektronen. Exakt lika stor energi, den som tillsatts vid joniseringen, frigörs igen när elektronen hoppar tillbaka till sin atom (tänk på energiprincipen) vilket gör att atomens laddning blir neutral igen. När en elektron tas upp av en atom och en negativ jon bildas frigörs energi om ämnets elektronaffinitet är positiv. Det frigörs energi när till exempel natrium- och klorid tillsammans reagerar och bildar ett jongitter. Totalt sett blir resultatet att det avgivits mer energi än vad som har gått åt; de båda atomjonerna Na+ och Cl- kräver sammanlagt så mycket energi som de frigjort vid reaktionen (bildning av NaCl) för att kunna återgå till sina vanliga atomladdningar.
Jonisering är en process som förvandlar neutrala atomer eller molekyler till joner, och första joniseringen är den energi som krävs för att ta bort en elektron från en neutral atom.
Jonisering används mycket i luftrenare där partiklarna (till exempel damm) laddas negativt och sedan fastnar på ett positivt laddat metallbleck. Jonisering är en mycket effektiv metod för att eliminera många farliga gaser som till exempel formaldehyd, toluen, ammoniak, kolmonoxid, etc. 
Ozon uppkommer som en bieffekt vid joniseringen och är hälsofarligt i höga koncentrationer. Luft innehåller låga halter av ozon.